# Palouse
Palouse (Paloos; Kod Lewisa i Clarka Pelloatpallah) pleme američkih Indijanaca porodice Shahaptian, u dolini rijeke Palouse i na Snake Rivweru u Washingtonu. Palouse su jezično najsrodniji plemenima Nez Percé i Wanapam. U novije vrijeme oko 200 (2000) žive na rezervatima Yakima i Colville u Washingtonu. 

## Ime
Značenje riječi Palouse nije poznato (Swanton). Lewis i Clark koji ih posječuje 1806. godine nazivaju ih  'Pallotepellows' . Indijanci Sinkiuse nazivali su ih  '.spalu'.sox' , naziv nastao prema jednom mjestu (Swanton), no ovo je očito varijanta riječi Palouse. Prema imenu ovog plemena došao je naziv za appaloosa-konje (vidi  Arhivirana inačica izvorne stranice od 30. rujna 2007. (Wayback Machine))

## Bande i plemena
Palouse su podijeljeni na više lokalnih skupina, i kojih je prema Swantonu bilo šest:
- Almotu, sjeverna obala rijeke Snake River oko 30 milja od ušća Palouse.
- Chimnapum, blizu ušća rijeke Snake River i na donjem toku rijeke Yakima. Vidi niže Sokulk.
- Kasispa, područje Ainswortha (danas grad duhova u okrugu Franklin).
- Palus, sjeverna obala Snake Rivera, nedaleko mjesta gdje se u nju ulijeva Palouse.
- Sokulk (ili Wanapum, Wanapam), ovo pleme vodi se posebno, na rijeci Columbia River blizu ušća Snake Rivera. Njihov su ogranak po svoj prilici Chimnapum.
- Tasawiks, sjeverna obala Snake Rivera.

## Povijest
Palouse prvi opisuju Lewis i Clark koji ih nalaze na 1805. na Clearwateru u Idahu. Godine 1855. oni su uključeni u ugovoru Yakima, ali odbijaju voditi rezervatski život. Nakon rata iz 1855. priključuju se 1858. i ustanku plemena Spokan i Coeur d’Alêne. Sherry Hutt, menadžer nacionalnog NAGPRA programa (Native American Graves Protection and Repatriation Act), kaže (2005.) da su mnogi Palusi nakon Nez Perce rata 1877. poslani u Oklahomu. U posljednjoj dekadi 19. stoljeća oni Palusi koji su ostali na području sela Palus, na svojoj tradicionalnoj zemlji, ostali su okruženi bijelim naseljenicima, te počinju odlaziti na rezervate Colville, Nez Perce, Umatilla i Yakima. Do 1897. u selu Palus je živjelo 75 Indijanaca. U proljeće 1905. u selo dolazi američki vojni parobrod i odvozi mnoge stanovnike. Nekoliko stanovnika je ostalo, a među njima poglavica Old Bones, njegova žena i najmanje dvoje njegove djece. Old Bones je umro 1916. i sahranjen je na groblju u Palusu, a nakon njega i njegova supruga i djeca. U selu su tada ostala još dva stanovnika, izvjesni Sam Fisher i njegova žena, gđa. Helen Fisher. Helen Fisher je bila posljednja pripadnica Palusa koja je sahranjena na paluskom groblju nakon njene smrti 1944 godine. -Njihovo brojno stanje 1780. Mooney je (1928) procijenio na 5,400, što govori koliko je pleme bilo jako. Lewis i Clark drže da ih je 1805. bilo 1,600, a 1854. je sveden na 500; 82 (1910); 200 (2000).

## Vanjske poveznice
- Palouse Indians  Arhivirana inačica izvorne stranice od 10. kolovoza 2004. (Wayback Machine)
- Lewis and Clark Visit Palouse